# Dannelbourg
Dannelbourg és un municipi francès, situat al departament del Mosel·la i a la regió del Gran Est. L'any 2007 tenia 466 habitants.

## Demografia

### Població
El 2007 la població de fet de Dannelbourg era de 466 persones. Hi havia 171 famílies, de les quals 32 eren unipersonals (20 homes vivint sols i 12 dones vivint soles), 60 parelles sense fills, 71 parelles amb fills i 8 famílies monoparentals amb fills.
La població ha evolucionat segons el següent gràfic:
Habitants censats

### Habitatges
El 2007 hi havia 193 habitatges, 171 eren l'habitatge principal de la família, 9 eren segones residències i 13 estaven desocupats. 162 eren cases i 27 eren apartaments. Dels 171 habitatges principals, 141 estaven ocupats pels seus propietaris, 23 estaven llogats i ocupats pels llogaters i 7 estaven cedits a títol gratuït; 2 tenien dues cambres, 17 en tenien tres, 34 en tenien quatre i 118 en tenien cinc o més. 152 habitatges disposaven pel capbaix d'una plaça de pàrquing. A 61 habitatges hi havia un automòbil i a 93 n'hi havia dos o més.

### Piràmide de població
La piràmide de població per edats i sexe el 2009 era:
| Homes | Edats   | Dones |
| ----- | ------- | ----- |
| 0     | 95 o +  | 0     |
| 0     | 90 a 94 | 0     |
| 0     | 85 a 89 | 8     |
| 4     | 80 a 84 | 0     |
| 12    | 75 a 79 | 8     |
| 8     | 70 a 74 | 8     |
| 8     | 65 a 69 | 16    |
| 4     | 60 a 64 | 20    |
| 8     | 55 a 59 | 4     |
| 24    | 50 a 54 | 24    |
| 4     | 45 a 49 | 12    |
| 12    | 40 a 44 | 16    |
| 24    | 35 a 39 | 20    |
| 20    | 30 a 34 | 16    |
| 16    | 25 a 29 | 16    |
| 8     | 20 a 24 | 4     |
| 24    | 15 a 19 | 12    |
| 32    | 10 a 14 | 8     |
| 16    | 5 a 9   | 12    |
| 0     | 0 a 4   | 8     |

## Economia
El 2007 la població en edat de treballar era de 309 persones, 223 eren actives i 86 eren inactives. De les 223 persones actives 214 estaven ocupades (122 homes i 92 dones) i 9 estaven aturades (4 homes i 5 dones). De les 86 persones inactives 24 estaven jubilades, 29 estaven estudiant i 33 estaven classificades com a «altres inactius».

### Ingressos
El 2009 a Dannelbourg hi havia 181 unitats fiscals que integraven 483 persones, la mediana anual d'ingressos fiscals per persona era de 19.504 €.

### Activitats econòmiques
Dels 9 establiments que hi havia el 2007, 3 eren d'empreses de construcció, 2 d'empreses de comerç i reparació d'automòbils, 1 d'una empresa financera, 1 d'una empresa de serveis, 1 d'una entitat de l'administració pública i 1 d'una empresa classificada com a «altres activitats de serveis».
Dels 4 establiments de servei als particulars que hi havia el 2009, 1 era una oficina bancària, 1 guixaire pintor i 2 lampisteries.
L'any 2000 a Dannelbourg hi havia 6 explotacions agrícoles que ocupaven un total de 243 hectàrees.

## Equipaments sanitaris i escolars
El 2009 hi havia 1 escola maternal i 1 escola elemental.

## Poblacions més properes
El següent diagrama mostra les poblacions més properes.